# Clay Shirky
Clay Shirky (* 1964 Columbia, Missouri) je americký spisovatel a filozof, který se věnuje především sociálním a ekonomickým účinkům internetu a decentralizovaných komunikačních technologií, jako jsou peer-to-peer služby. Je typickým představitelem technooptimistického přístupu k novým médiím. Je členem poradního sboru Wikimedia Foundation. Působí na New York University.

## Dílo
K jeho nejznámějším pracím patří kniha Here Comes Everybody (2008), kde se věnuje zvláště tématu crowdsourcingu (známá je jeho věta „internet běží na lásce“) a kolektivitě na internetu, která tam dle něj nabývá nové, historicky nebývalé formy.
Shirky v knize také představuje svou teorii „masové amaterizace“, která říká, že tradiční mediální profesionál končí a obsah médií si budou tvořit příjemci sami. Masová amaterizace zruší otázku „Proč to zveřejňovat?“ a nahradí ji otázkou „Proč ne?“ Příkladem masové amaterizace je internetová encyklopedie Wikipedie nebo portál YouTube, ale i řada nových mediálních projektů (v Česku například Parlamentní listy nebo neúspěšný projekt společnosti PPF Naše adresa). Nové technologie zkrátka z dříve pasivních konzumentů dělají aktivní tvůrce. Vznikají tak nové instituce, které jsou mnohem inkluzivnější a jejich chod také mnohem levnější a efektivnější. Všechny předchozí komunikační revoluce (vynález a rozšíření knihtisku například) znamenaly rozvoj komunikace od malé aktivní skupiny (moderní žurnalistika například) k velké skupině pasivní, tedy k produkci asymetrické komunikace. Internetová revoluce je první komunikační revoluce v dějinách, která zplodí masovou komunikaci symetrickou, tedy nikoli „od mála k mnoha“, ale „od mnoha k mnoha“. Zatímco čas věnovaný starým médiím byl v minulosti pro uživatele pasivní a neproduktivní, čas strávený na internetu získává díky „médiím spolupráce“ společenskou hodnotu. Volný čas se tak v moderní společnosti mění z času mrtvého na jednu z klíčových surovin a zdroj bohatství společnosti.
Knihu Here Comes Everybody zařadil britský deník The Guardian mezi sto nejvýznamnějších nebeletristických knih všech dob.
Teze z ní rozvinul Shirky v další knize Cognitive Surplus (2010), kde přišel s konceptem „kognitivního přebytku“, který vzhledem k výše uvedenému principu ve společnosti vzniká. Ten podle Shirkyho může změnit povahu společnosti a vést k mnohem větší společenské participaci. Média budou reprezentovat mnohem více skupin, zájmů a hodnot společnosti, což musí společnost učinit silnější a demokratičtější, neboť komunikace již není tak snadno ovladatelná držiteli moci či ekonomickými obry. Otázka kvality nového typu obsahu tvořeného novým typem přispěvatelů je podle Shirkyho druhotná („Účast je důležitější než kvalita“). Shirky si nicméně uvědomuje, že nový typ médií a komunikace otevírá prostor i dosud marginalizovaným extrémním a destruktivním skupinám (jako příklad uvádí podporovatele extrémní štíhlosti a anorexie), které hierarchické instituce starého typu dokázaly mnohem lépe vytěsňovat. Přesto základní trend podle něj posílí komunitnost a občanské hodnoty. Shirky také uznává, že nové technologie mohou přinést větší míru konfliktů, ale benefity budou podle něj převažovat. Přirovnává to k nástupu knihtisku – ten také zvýšil množství sporů ve společnosti, ale také vyvolal vědeckou revoluci, která fakticky změnila svět k lepšímu. Jeden z posledních způsobů, jak staré instituce dokáží a budou změnám bránit, je lpění na překonaném konceptu autorských práv (Shirky otevřeně brojil proti legislativním snahám kriminalizovat sdílení obsahu uživateli a prohlásit ho za „nelegální kopírování“). Přesto podle Shirkyho nové komunikační technologie nakonec musí změnit společnost, ale nebude to společenský přelom prudký, spíše očekává padesátileté přechodné a velmi chaotické období, kdy budou staré a nové instituce – komunikační i politické – žít vedle sebe.